# La cosa del pantano, el flautista de Hamelín y otras soserías
La cosa del pantano, el flautista de Hamelín y otras soserías es una de las historietas de Superlópez creada por Jan en 1991.

## Trayectoria editorial
Publicada originalmente en los números 25-27 de la revista Yo y Yo y más tarde en el número 19 de la Colección Olé junto a Hotel Pánico.

## Argumento
Jaime, Luisa y López siguen con sus vacaciones y se quedan perdidos con el coche, por lo que deciden parar a dormir. Luisa se despierta y ve a un payaso tocando una flauta al que le siguen una multitud de niños, asustada vuelve al coche diciendo haber visto al flautista de Hamelín. López cree que solo está alucinando por hambre y van a un pequeño pueblo que tienen al lado a desayunar. Una vez allí se encuentran con una misteriosa figura cubierta de lodo que hace huir a los habitantes. Luisa va a esconderse a una bodega y López se cambia a Superlópez y se choca con Jaime. Ambos se encuentran con el payaso que les pregunta si han visto a su compañero Nap.
Luisa, con un perrito en sus brazos, se encuentra otra vez con el payaso y empieza a gritar, ante lo cual éste le acusa se haber secuestrado a Nap (que es el perro), pero Superlópez le indica que eso es imposible ya que ella acaba de llegar hoy. Luisa explica que había encontrado al perro inconsciente en la bodega bajo un montón de leña, por lo que uno de los aldeanos deduce que se debió quedar encerrado la noche anterior porque el viento cerró el pestillo. El payaso la noche anterior estaba con los niños haciendo sonar la flauta para hacer aparecer a Nap, ya que el perro hace malabarismos al son de la misma. En cuanto al monstruo, era Jaime que al salir del coche cayó en un montón de caca de vaca y fue perseguido por una señora del pueblo hasta caer a un río.